# Elecciones municipales de 2015 en la provincia de Zamora
Las elecciones municipales de 2015 en la provincia de Zamora se celebraron el día 24 de mayo.

## Resultados en número de alcaldes
| Partido                 | Alcaldes salientes | Alcaldes electos | Diferencia |
| ----------------------- | ------------------ | ---------------- | ---------- |
|                         | 173                | 162              | 11         |
|                         | 53                 | 47               | 6          |
| Ahora Decide            | 0                  | 13               | 13         |
| ADEIZA-UPZ              | 12                 | 6                | 6          |
|                         | 0                  | 2                | 2          |
| UPL                     | 3                  | 1                | 2          |
| Unión Centrista Liberal | 1                  | 0                | 1          |
|                         | 0                  | 6                | 6          |
| Independientes          | 3                  | 12               | 9          |
| No Adscritos            | 4                  | 0                | 4          |

## Alcaldes salientes y alcaldes electos en municipios de más de 1.000 habitantes
| Municipio                      | Población | Alcalde saliente             | Partido | Alcalde electo o reelecto    | Partido |
| ------------------------------ | --------- | ---------------------------- | ------- | ---------------------------- | ------- |
| Zamora                         | 64.423    | Rosa Valdeón                 |         | Francisco Guarido            |         |
| Benavente                      | 18.879    | Juan Dúo Torrado             |         | Luciano Huerga               |         |
| Toro                           | 9.305     | Jesús Andrés Sedano Pérez    |         | Tomás del Bien               |         |
| Morales del Vino               | 2.887     | José María Barrios           |         | Miguel Ángel Piorno          |         |
| Villaralbo                     | 1.915     | Miguel Martín Esteban        |         | Ana Belén González Rogado    |         |
| Fuentesaúco                    | 1.740     | Gaspar Corrales Tabera       |         | Gaspar Corrales Tabera       |         |
| Moraleja del Vino              | 1.688     | Guillermo Freire Rodríguez   |         | Eva María Calvo Pacho        | ADEIZA  |
| Villalpando                    | 1.551     | Félix González Ares          |         | Félix González Ares          |         |
| Puebla de Sanabria             | 1.523     | José Fernández Blanco        |         | José Fernández Blanco        |         |
| San Cristóbal de Entreviñas    | 1.491     | Leonor González Cadenas      |         | Leonor González Cadenas      |         |
| Fermoselle                     | 1.337     | Alejandro Fermoselle Berdión |         | Alejandro Fermoselle Berdión |         |
| Galende                        | 1.190     | Jesús Villasante Carnero     |         | José Manuel Prieto Ramos     |         |
| Santa Cristina de la Polvorosa | 1.125     | Pablo Rubio Pernía           |         | Salvador Domínguez Lorenzo   |         |
| Bermillo de Sayago             | 1.121     | Raúl Rodríguez Barrero       |         | Raúl Rodríguez Barrero       |         |
| Alcañices                      | 1.101     | Jesús María Lorenzo Más      |         | Jesús María Lorenzo Más      |         |
| Coreses                        | 1.069     | Luis Hernández Martín        |         | José Luis Salgado Alonso     |         |
| Corrales del Vino              | 1.067     | José Alfonso Martín García   | ADEIZA  | Mario Castaño Tejedor        | ADEIZA  |
| Santibáñez de Vidriales        | 1.067     | Claudio José Delgado Ferrero |         | Claudio José Delgado Ferrero |         |
| Morales de Toro                | 1.004     | Luis Segovia García          |         | Luis Segovia García          |         |
| Monfarracinos                  | 1.001     | Manuel Martín Pérez          |         | Manuel Martín Pérez          |         |

## Resultados en los municipios de más de 1.000 habitantes

### Alcañices
- 9 concejales a elegir
- Alcalde saliente: Jesús María Lorenzo Más - PP
- Alcalde electo: Jesús María Lorenzo Más - PP

|              |              |     |        |  |  |  |  |  |
| Censo        | Censo        | 931 | 100%   |  |  |  |  |  |
| Abstenciones | Abstenciones | 152 | 16,33% |  |  |  |  |  |
| Votantes     | Votantes     | 779 | 83,67% |  |  |  |  |  |
| Blancos      | Blancos      | 5   | 0,64%  |  |  |  |  |  |
| Nulos        | Nulos        | 8   | 1,03%  |  |  |  |  |  |
| Válidos      | Válidos      | 771 | 98,97% |  |  |  |  |  |

### Benavente
- 17 concejales a elegir
- Alcalde saliente: Juan Dúo Torrado - PP
- Alcalde electo: Luciano Huerga - PSOE

|              |              |        |        |  |  |  |  |  |
| Censo        | Censo        | 14.496 | 100%   |  |  |  |  |  |
| Abstenciones | Abstenciones | 5.243  | 36,17% |  |  |  |  |  |
| Votantes     | Votantes     | 9.253  | 63,83% |  |  |  |  |  |
| Blancos      | Blancos      | 190    | 2,10%  |  |  |  |  |  |
| Nulos        | Nulos        | 220    | 2,38%  |  |  |  |  |  |
| Válidos      | Válidos      | 9.033  | 97,62% |  |  |  |  |  |

### Bermillo de Sayago
- 9 concejales a elegir
- Alcalde saliente: Raúl Rodríguez Barrero - PP
- Alcalde electo: Raúl Rodríguez Barrero - PP

|              |              |     |        |  |  |  |  |  |
| Censo        | Censo        | 988 | 100%   |  |  |  |  |  |
| Abstenciones | Abstenciones | 222 | 22,47% |  |  |  |  |  |
| Votantes     | Votantes     | 766 | 77,53% |  |  |  |  |  |
| Blancos      | Blancos      | 17  | 2,24%  |  |  |  |  |  |
| Nulos        | Nulos        | 6   | 0,78%  |  |  |  |  |  |
| Válidos      | Válidos      | 760 | 90,22% |  |  |  |  |  |

### Coreses
- 9 concejales a elegir
- Alcalde saliente: Luis Hernández Martín - PP
- Alcalde electo: José Luis Salgado Alonso - PSOE

|              |              |     |        |  |  |  |  |  |
| Censo        | Censo        | 958 | 100%   |  |  |  |  |  |
| Abstenciones | Abstenciones | 152 | 15,87% |  |  |  |  |  |
| Votantes     | Votantes     | 806 | 84,13% |  |  |  |  |  |
| Blancos      | Blancos      | 15  | 1,91%  |  |  |  |  |  |
| Nulos        | Nulos        | 19  | 2,36%  |  |  |  |  |  |
| Válidos      | Válidos      | 785 | 97,64% |  |  |  |  |  |

### Corrales del Vino
- 9 concejales a elegir
- Alcalde saliente: José Alfonso Martín García - ADEIZA-UPZ
- Alcalde electo: Mario Castaño Tejedor - ADEIZA-UPZ

|              |              |     |        |  |  |  |  |  |
| Censo        | Censo        | 927 | 100%   |  |  |  |  |  |
| Abstenciones | Abstenciones | 163 | 15,58% |  |  |  |  |  |
| Votantes     | Votantes     | 764 | 82,42% |  |  |  |  |  |
| Blancos      | Blancos      | 12  | 1,61%  |  |  |  |  |  |
| Nulos        | Nulos        | 19  | 2,49%  |  |  |  |  |  |
| Válidos      | Válidos      | 745 | 97,51% |  |  |  |  |  |

### Fermoselle
- 9 concejales a elegir
- Alcalde saliente: Alejandro Fermoselle Berdión - PP
- Alcalde electo: Alejandro Fermoselle Berdión - PP

|              |              |       |        |  |  |  |  |  |
| Censo        | Censo        | 1.158 | 100%   |  |  |  |  |  |
| Abstenciones | Abstenciones | 224   | 19,34% |  |  |  |  |  |
| Votantes     | Votantes     | 934   | 80,66% |  |  |  |  |  |
| Blancos      | Blancos      | 13    | 1,45%  |  |  |  |  |  |
| Nulos        | Nulos        | 39    | 4,18%  |  |  |  |  |  |
| Válidos      | Válidos      | 895   | 95,82% |  |  |  |  |  |